# MTT 어세이

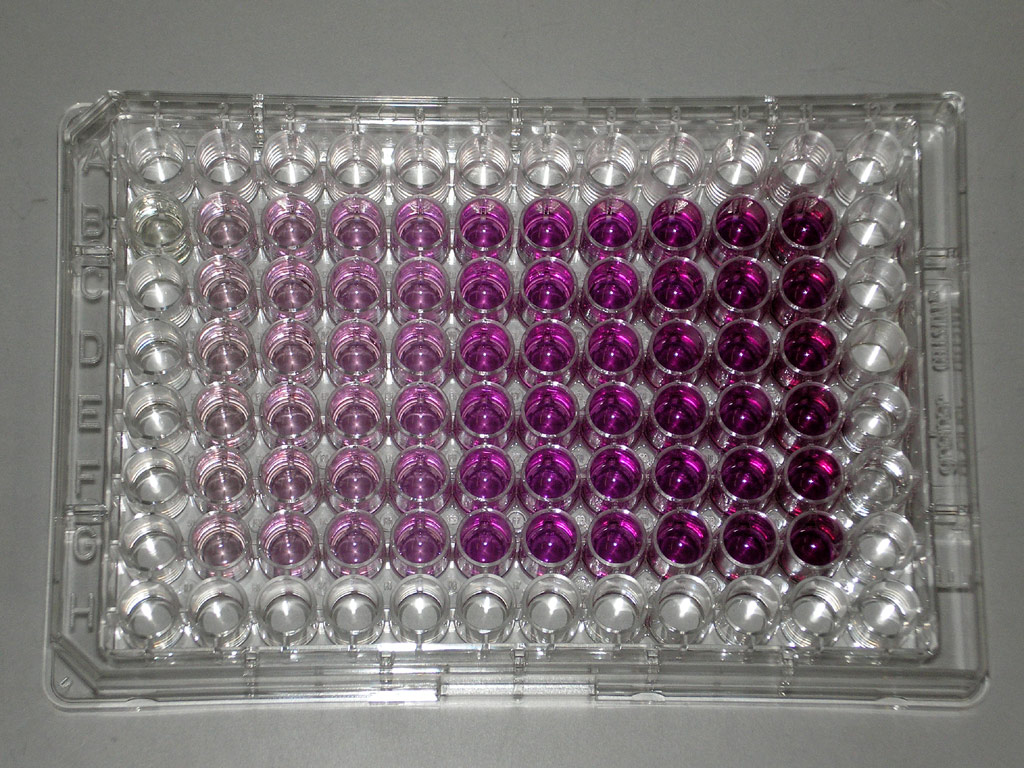
MTT 어세이 후 마이크로플레이트. 세포 양이 증가함에 따라 보라색 염색도 증가했다.

MTT 어세이(MTT assay)는 세포 대사 활동을 평가하기 위한 비색 분석이다.
NAD(P)H 의존성 세포 산화 환원 효소는 정의된 조건에서 존재하는 생존 세포의 수를 반영할 수 있다. 이 효소는 테트라졸륨 염료 MTT 3-(4,5-디메틸티아졸-2-일)-2,5-디페닐테트라졸륨 브로마이드를 보라색을 갖는 불용성 포르마잔으로 환원시킬 수 있다. XTT, MTS, WST를 포함한 기타 밀접하게 관련된 테트라졸륨 염료는 중간 전자 수용체인 1-메톡시 페나진 메토설페이트(PMS)와 함께 사용된다. 세포 불투과성인 WST-1을 사용하면 원형질막 전자 전달을 통해 세포 외부에서 환원된다. 이러한 기존 설명은 현재 MTT가 산화환원효소의 명백한 관여 없이 지질 세포 구조에서 포르마잔으로 환원된다는 증거가 발견되었기 때문에 나온다.
Tetrazolium 염료 분석은 또한 잠재적인 약제 및 독성 물질의 세포독성(생존 세포 손실) 또는 세포 증식 억제 활성(증식에서 정지로의 이동)을 측정하는 데 사용할 수 있다. MTT 시약은 빛에 민감하기 때문에 MTT 분석은 일반적으로 어두운 곳에서 수행된다.

## 정의

### Tetrazolium 염료
노란색 테트라졸인 MTT는 살아있는 세포에서 보라색 포르마잔으로 환원된다.
XTT(2,3-bis-(2-methoxy-4-nitro-5-sulfophenyl)-2H-tetrazolium-5-carboxanilide)가 MTT를 대체하여 더 높은 감도와 더 높은 동적 범위를 제공하는 것으로 제안되었다. 형성된 포르마잔 염료는 수용성이므로 최종 가용화 단계를 피할 수 있다.
수용성 테트라졸륨 염은 MTT에 대한 보다 최근의 대안이다. 이들은 테트라졸륨 염의 페닐 고리에 양전하 또는 음전하 및 히드록시기를 도입하거나 페닐 고리에 직접 또는 간접적으로 추가된 설포네이트 기를 사용하여 개발되었다.
MTS(3-(4,5-디메틸티아졸-2-일)-5-(3-카르복시메톡시페닐)-2-(4-설포페닐)-2H-테트라졸륨)는 페나진 메토설페이트(PMS)의 존재 하에 포르마잔을 생성한다. 인산완충식염수에서 최대 흡광도가 490 nm인 제품. MTS 분석은 종종 '원스텝' MTT 분석으로 설명되며, MTT 분석에 필요한 간헐적 단계 없이 시약을 세포 배양에 바로 추가할 수 있는 편리함을 제공한다. 그러나 MTT 분석의 간헐적 단계가 미량의 유색 화합물을 제거하기 때문에 이러한 편리성으로 인해 MTS 분석이 비색 간섭에 취약한 반면, 이들은 1단계 MTS 분석에서 미세역가 플레이트에 남아 있다. 이 분석법을 사용할 때 정확성을 보장하기 위해 예방 조치가 필요하며 현미경으로 정성적 관찰을 사용하여 MTS 결과를 확인해야 한다는 강력한 주장이 있다.
WST(수용성 테트라졸륨 염)는 형성된 포르마잔의 다른 흡수 스펙트럼을 제공하기 위해 개발된 MTT 분석을 위한 일련의 기타 수용성 염료이다. WST-1 및 특히 WST-8(2-(2-메톡시-4-니트로페닐)-3-(4-니트로페닐)-5-(2,4-디술포페닐)-2H-테트라졸륨)은 MTT보다 유리하다. PMS 전자 매개체와 결합하여 세포 외부에서 환원되어 수용성 포르마잔을 생성한다. 이 분석의 특징은 다음과 같다.
1. (가용화 단계가 필요한 MTT와 달리) 직접 읽을 수 있다.
2. MTT보다 더 효과적인 신호를 제공한다.
3. 세포에 대한 독성을 감소시킬 수 있다(세포 투과성 MTT 및 불용성 세포 내부에 축적되는 포르마잔).

## 측정

### 방법
MTT assay는 위에서 언급된 MTT 염료를 이용한다. 가용화 용액(보통 디메틸 설폭사이드, 산성화된 에탄올 용액 또는 묽은 염산에 세제 나트륨 도데실 설페이트 용액)을 첨가하여 불용성 보라색 포르마잔 생성물을 착색 용액에 용해시킨다. 이 착색 용액의 흡광도는 분광 광도계로 특정 파장(보통 500~600nm)에서 측정하여 정량화할 수 있다. 빛의 흡수 정도는 세포 내부와 세포 표면에 축적된 포르마잔 농도의 정도에 따라 다르다. 포르마잔 농도가 높을수록 보라색이 짙어지며 흡광도가 높아진다.

### 해석
위에서 이야기한 것처럼 테트라졸륨 염료 환원은 일반적으로 세포의 세포질 구획에서 주로 NAD(P)H 의존성 산화환원효소에 의존하는 것으로 가정된다. 따라서 MTT 및 기타 테트라졸륨 염료의 감소는 NAD(P)H 플럭스로 인한 세포 대사 활성에 따라 달라진다. 흉선 세포 및 비장 세포와 같이 대사가 낮은 세포는 MTT를 거의 감소시키지 않는다.
대조적으로, 빠르게 분열하는 세포는 높은 MTT 감소율을 나타낸다. 분석 조건은 세포 생존에 영향을 미치지 않으면서 대사 활동을 할 수 있어야 한다. 따라서 테트라졸륨 염료 감소를 변경할 수 있음을 명심하는 것이 중요하다. 
또한, 테트라졸륨 염료의 환원 메커니즘, 즉 세포내(MTT, MTS) 대 세포외(WST-1)도 생성물의 양을 결정한다. 또한, 효소 촉매 작용 없이 지질 세포 구획/구조에서 자발적인 MTT 감소에 대한 증거가 제공되었다. 그럼에도 불구하고, 이러한 대안적 패러다임에서도 MTT 분석은 여전히 세포의 환원 가능성(즉, 세포 에너지를 구동하기 위한 환원 화합물의 가용성)을 평가하는데 중요한 지표가 된다. 따라서 최종 세포 생존력 해석은 변한다.
3D 섬유 스캐폴드에 시드된 세포의 생존 가능성을 연구할 때 스캐폴드의 두께가 MTT 분석 결과에 영향을 미칠 수 있다.